# بورما (فلم)
بورما (بالإنجليزية Burma) هو فيلم إثارة جريمة باللغة التاميلية صدر عام 2014، من إخراج داراني دهاران وإنتاج سودهارشان فيمبوتي من خلال شركة سكوير ستون فيلمز. قام ببطولته مايكل تانجادوراي وريشمي مينون، في حين يقوم سامباث راج، أتول كولكارني، كارثيك سابيش، ومادهو راغورام بأدوار داعمة. قام سودهارشان إم كومار بتأليف الموسيقى، وقام يوفا وفيفيك هارشان بالتصوير السينمائي والتحرير. صدر الفيلم في 12 سبتمبر لعام 2014.

## طاقم التمثيل
- مايكل ثانغادوراي بدور بارامانندان (برما)[8]
- ريشمي مينون بدور كالبانا (نودلز)
- سامباث راج بدور جونا
- أتول كولكارني بدور بوترا سيث
- كارثيك سابيش بدور بومر
- كاني كسروتي بدور كلارا
- ديباك باراميش بدور تشارلز
- مادهو راغورام بدور ماران
- تارون ماستر بدور شانكار، والد كالبانا
- كي جي موهان بدور فيلو
- تانجاي ماهيندران بدور كومار
- ساي دينا بدور وسيط رافي
- ديانا فيشاليني بدور ديفي
- شاراث بدور ماروثي
- سي. إم. بالا بدور أروناشالام
- راجكومار بدور تادي موهان
- تشاندانا بدور جيسيكا
- جاياراج بدور كاروبو
- رام بدور بروسلي
- هتلر بدور جيتلي
- جاسبر بدور دون
- مادوراي جوزيف بدور المفتش العام فيجاياكومار
- كي. راجاسيكار بدور رامي راجا
- تاميزهاراسو بدور مورثي
- براتاب راجان بدور المفتش العام كوزانثاي فيلو

## الروابط الخارجية
- بورما  على قاعدة بيانات الأفلام على الإنترنت (بالإنجليزية).
- Burma — Official Teaser على يوتيوب
- Burma — Official Trailer على يوتيوب